# جورج بينتينس
جورج بينتينس مواليد 15 أكتوبر 1946 في أنتويرب، هو دراج بلجيكي سابق في صنف سباق الدراجات على الطريق.

## سباقات أو مراحل فاز بها
- طواف فرنسا
- طواف إسبانيا
- طواف سويسرا

## روابط خارجية
- جورج بينتينس على موقع أرشيف الدراجات (الإنجليزية)
- جورج بينتينس على موقع إحصائيات الدراجات الإحترافية (الإنجليزية)
- جورج بينتينس على موقع CycleBase (الإنجليزية)